# Гантінгтон (Вермонт)
Гантінгтон (англ. Huntington) — місто (англ. town) в США, в окрузі Читтенден штату Вермонт. Населення — 1934 особи (2020).

## Демографія
Згідно з переписом 2010 року, у місті мешкало 1938 осіб у 753 домогосподарствах у складі 559 родин. Було 821 помешкання
Расовий склад населення:
| - 96,7 % — білих - 0,8 % — азіатів - 0,6 % — чорних або афроамериканців - 0,2 % — корінних американців |

До двох чи більше рас належало 1,7 %. Частка іспаномовних становила 0,6 % від усіх жителів.
За віковим діапазоном населення розподілялося таким чином: 24,7 % — особи молодші 18 років, 68,8 % — особи у віці 18—64 років, 6,5 % — особи у віці 65 років та старші. Медіана віку мешканця становила 41,1 року. На 100 осіб жіночої статі у місті припадало 100,8 чоловіків;  на 100 жінок у віці від 18 років та старших — 101,1 чоловіків також старших 18 років.
Середній дохід на одне домашнє господарство  становив 91 039 доларів США (медіана — 77 279), а середній дохід на одну сім'ю — 100 996 доларів (медіана — 84 265). Медіана доходів становила 50 714 долари для чоловіків та 43 967 доларів для жінок. За межею бідності перебувало 4,9 % осіб, у тому числі 8,9 % дітей у віці до 18 років та 3,3 % осіб у віці 65 років та старших.
Цивільне працевлаштоване населення становило 1169 осіб. Основні галузі зайнятості: освіта, охорона здоров'я та соціальна допомога — 26,7 %, роздрібна торгівля — 14,6 %, виробництво — 10,5 %, науковці, спеціалісти, менеджери — 9,8 %.